# Андрєєв Віталій Миколайович
Віталій Миколайович Андрєєв (*27 квітня 1967, Запоріжжя) — дослідник інтелектуальної історії України, історіограф, доктор історичних наук, професор.

## Біографія
У 1987—1992 рр. вчився на історичному факультеті Запорізького державного університету. Спеціалізувався в галузі археології.
По закінченні університету працював науковим співробітником археологічної експедиції Запорізького обласного краєзнавчого музею, вчителем історії та географії ЗОШ № 89 (м. Запоріжжя).
Впродовж 1993—1997 рр. навчався в аспірантурі Дніпропетровського державного університету на кафедрі історіографії, джерелознавства та спеціальних історичних дисциплін (науковий керівник — д. і. н., проф. І. І. Колесник). У 1998 р. захистив дисертацію на здобуття наукового ступеня кандидата історичних наук за спеціальністю 07.00.06 — історіографія, джерелознавство та спеціальні історичні дисципліни на тему «Д. І. Дорошенко як дослідник української історіографії».
Протягом 1998—2018 рр. працював в Херсонському державному університеті. У 2000—2001 рр. — завідувач кафедри історіографії та спеціальних історичних дисциплін. У 2001—2018 рр. — завідувач кафедри всесвітньої історії та історіографії. За цей час на кафедрі було захищено 14 кандидатських та 2 докторські дисертації; створено археологічну лабораторію та експедицію.
У травні 2013 р. захистив дисертацію на здобуття наукового ступеня доктора історичних наук за спеціальністю 07.00.06 — історіографія, джерелознавство та спеціальні історичні дисципліни, на тему «Віктор Петров: інтелектуальна біографія» в Інституті історії України НАН України (науковий консультант д. і. н., проф. І. І. Колесник). З 2013 р. професор кафедри всесвітньої історії та історіографії Херсонського державного університету.
За роки роботи в ХДУ склалася наукова школа проф. В. Андрєєва, що досліджує інтелектуальну історію України ХІХ — ХХ ст. Під його керівництвом було захищено 13 кандидатських дисертацій.
2018 р. брав участь у виборах на посаду ректора Херсонського державного університету.
З жовтня 2018 р. працює професором у Київському університеті імені Бориса Грінченка (м. Київ).
Автор близько 170 наукових праць з інтелектуальної історії України, історії історичної науки, археології, етнографії, літератури, мовознавства тощо. Науковий доробок В. Андрєєва отримав визнання серед вітчизняних та зарубіжних науковців. Його наукові проекти неодноразово підтримувалися Фондом королеви Ядвіги та українськими меценатами. Монографії вченого отримали цілу низку позитивних рецензій від українських та зарубіжних істориків. Книга «Віктор Петров. Нариси інтелектуальної біографії вченого» увійшла до десятки найкращих книжок 20-го Міжнародного форуму видавців у Львові й стала лауреатом Премії «Найкраща книга форуму — 2013». У Всеукраїнському рейтингу «Книжка року‘2013» ця праця увійшла в топ-списки в номінації «ОБРІЇ» серед видань зі спеціальної літератури, посівши четверту позицію.

## Основні праці
Монографії та археографічні видання
- Андрєєв В., Чермошенцева Н. Саул Боровий: єврейський вектор історії України. — Херсон-Нікополь: СПД Фельдман О. О., 2010. — 191 с.
- Андрєєв В. Віктор Петров. Нариси інтелектуальної біографії вченого. — Дніпропетровськ: «Герда», 2012. — 476 с. (серія «Dniproviana»).  [Архівовано 14 липня 2014 у Wayback Machine.]
- Андрєєв В., Білівненко С., Бєлов О. та ін. Дніпровські лоцмани: нариси з історії та історіографії / голов. ред. В. Андрєєв. — Херсон: Вид-во ВНЗ «ХДМІ», 2012. — 352 с.
- Андрєєв В., Макієнко О., Батуріна С. О. О. Рябінін-Скляревський та його праця «Херсонський гурток Русова. 1885—1889)» // О. О. Рябінін-Скляревський. «Херсонський гурток Русова. 1885—1889)». Запорозька спадщина. — Вип. 15 / Відповідальний редактор випуску В. Андрєєв. — РА «Тандем-У», Запоріжжя, 2003. — С. 3-13.
- Андрєєв В. Мемуари Й. Н. Векслера «Херсон и его жители» // И. Векслер «Херсон и его жители». — Старожитності Південної України / Відповідальний редактор випуску В. Андрєєв. — Запоріжжя, 2005. — 120 с.
- Андрєєв В. Історія однієї зниклої праці або про те, що відбувається із знищеними рукописами (робота Д. Дорошенка «Дмитро М. Бантиш-Каменський і його „Історія Малой Россіи“»). Дорошенко Дмитро. «Дмитро М. Бантиш-Каменський і його „Історія Малой Россіи“») // Ейдос. Альманах теорії та історії історичної науки / Головний редактор В.Смолій; відповідальний редактор І. Колесник. — Вип. 2. Частина 2 (appendix). — К.: Інститут історії НАН України, 2006. — 73 с. [Архівовано 14 липня 2014 у Wayback Machine.]
- Заборонити рашизм / В. Огнев’юк , В. Андрєєв, В. Брехуненко, М.  Відейко, Б.  Гуменюк, І.  Гирич, Л.  Масенко, Ю.  Митрофаненко, В. Огризко, О. Палій, В. Піскун, П. Полянський, В. Сергійчук, П. Чернега ; за заг. ред. В. Піскун. — К. : Київ. ун-т ім. Б. Грінченка, 2023. — 252 с.

Статті
- Андреев В., Тубольцев О. Интерпретация орнамента на сосуде срубной культуры из погребения близ города Васильевка Запорожской области // Древности степного Причерноморья и Крыма. — Запорожье, 1991. — Вип. 2. — С. 24-28.
- Андреев В., Саенко В. О семантике стрел в скифском погребальном обряде // Древности степного Причерноморья и Крыма. — Запорожье, 1992. — Вип. 3. — С. 157—162. [Архівовано 14 липня 2014 у Wayback Machine.]
- Андреев В. Курган эпохи бронзы в Крыму // Древности степного Причерноморья и Крыма. — Запорожье, 1992. — Вип. 3. — С. 68-71. [Архівовано 14 липня 2014 у Wayback Machine.]
- Андреев В., Саенко В. Два кургана из группы Лелиховой могилы // Наукові праці історичного факультету ЗДУ. — Вип. 1. — Запоріжжя, 1993. — С. 9-11. [Архівовано 21 жовтня 2017 у Wayback Machine.]
- Андрєєв В. До питання про скіфських сліпих рабів Геродота // Проблеми скіфо-сарматської археології Північного Причорномор'я (до сторіччя народження Б. М. Гракова). — Запоріжжя, 1999. — С. 16-19.
- Андреев В. «Православная бездна» XVII ст. в историческом сознании еврейского народа: историографический аспект // Материалы Одиннадцатой Ежегодной Международной Междисциплинарной конференции по иудаике. — Часть 1. — М.: Пробел, 2004. — С. 141—153
- Андрєєв В. Інтегральний напрям сучасної історіографії: інтелектуальна історія. // Ейдос. Альманах теорії та історії історичної науки. — Вип. 1. — К.: Інститут історії НАН України, 2005. [Архівовано 14 липня 2014 у Wayback Machine.]
- Андрєєв В. «Свій-чужий» в єврейській культурі півдня України: самоідентифікація та подвійна лояльність // Джерела з історії Південної України. Том 9 // Мемуари та щоденники. Частина 2 / Упорядники: А. Бойко, В. Мільчев. — Запоріжжя: РА «Тандем — У», 2006. — С.82-95.
- Андрєєв В. Дмитро Дорошенко: «перший» чи «другий» в українській історіографії першої половини ХХ ст.? (досвід вивчення інтелектуальної біографії історика) // Український історичний журнал. — 2007. — № 4. — С.102-122.
- Андрєєв В. Український метанаратив: нелінійність та дискретність історії // Ейдос. Альманах теорії та історії історичної науки / Головний редактор В.Смолій; відповідальний редактор І.Колесник. — Вип. 3. — К.: Інститут історії НАН України, 2008. — С. 319—329.
- Андрєєв В. Історик «другого плану» в персональній ієрархії українського історичного співтовариства ХІХ — початку ХХ ст. // Ейдос. Альманах теорії та історії історичної науки / Головний редактор В.Смолій; відповідальний редактор І. Колесник. — Вип. 4. — К.: Інститут історії НАН України, 2009. — С. 295—302.
- Андрєєв В., Чермошенцева Н. Саул Боровий: життя заради науки // Український історичний журнал. — 2009. — № 4.- 2009. — № 4. — С. 143—163.
- Андрєєв В. М. Скіфська генеалогічна легенда в інтерпретаціях Віктора Петрова // Південний архів: збірник наукових праць. Історичні науки. — Вип. 31-32. — Херсон: Видавництво ХДУ, 2009. — С. 15-29.
- Андрєєв В. Віктор Петров: «скіфський сюжет» інтелектуальної біографії // Український історичний журнал. — 2010. — № 2. — С. 190—202.
- Андрєєв В. Віктор Петров: вирішення проблеми скіфської мови у науковому спадку вченого // Гуманітарний журнал. — Вип. 3-4 (літо-осінь). — Дніпропетровськ, 2010. — С. 30-38.
- Андрєєв В. Інтелектуальна біографія: експлікація поняття // Ейдос. Альманах теорії та історії історичної науки / Головний редактор В. Смолій; відповідальний редактор І. Колесник. — Вип. 5. — К.: Інститут історії НАН України, 2011. — С. 333—341.
- Андрєєв В. Віктор Петров: неопубліковані матеріали експедиції Етнографічної комісії ВУАН по дослідженню дніпровського лоцманства (1927—1928) // Наукові записки Інституту української археографії та джерелознавства ім. М. С. Грушевського НАН України. Збірник праць молодих вчених та аспірантів. — Т. 22. — К., 2011. — С. 346—355.
- Андрєєв В. В. Петров: кар'єра українського радянського академічного вченого та відносини з владою (1920-ті — 1941 рр.) // Історіографічні дослідження в Україні. — К. : Ін-т історії України НАН України, 2012. — Вип. 22. — С. 681—712. [Архівовано 3 листопада 2018 у Wayback Machine.]
- Андрєєв В. Діяльність В. Петрова в Етнографічній комісії при ВУАН (1921—1933 рр.) // Український історичний журнал. — 2012. — № 5. — С. 77-94.
- Андрєєв В. М. Запорозький край та історія Запорозького козацтва в рецепції Докії Гуменної. Музейний вісник. — 2014. — № 14. — С. 281—285.